# Taprobanea
Taprobanea é um género botânico pertencente à família das orquídeas (Orchidaceae).